# Associazione Calcio Comense 1935-1936
Questa pagina raccoglie le informazioni riguardanti l'Associazione Calcio Comense nelle competizioni ufficiali della stagione 1935-1936.

## Stagione
Nella stagione 1935-1936 la Comense ha disputato il girone B della Serie C. Fu una stagione difficile terminata all'ultimo posto in classifica, con soli otto punti in trenta partite con conseguente retrocessione in Prima Divisione.

## Rosa
| N. |                   | Ruolo | Calciatore           |
| -- | ----------------- | ----- | -------------------- |
|    | Italia (bandiera) | D     | Carlo Bernasconi     |
|    | Italia (bandiera) | P     | Renato Bonazzi       |
|    | Italia (bandiera) | P     | Enrico Borgomainerio |
|    | Italia (bandiera) | D     | Sandro Broggi        |
|    | Italia (bandiera) | C     | Cesare Butti         |
|    | Italia (bandiera) | D     | Arturo Carini        |
|    | Italia (bandiera) | C     | Antonio Cetti        |
|    | Italia (bandiera) | A     | Paolo Cocciu         |
|    | Italia (bandiera) | A     | Arrigo Fibbi         |
|    | Italia (bandiera) | A     | Amilcare Gilardoni   |
|    | Italia (bandiera) | C     | Mario Giacomini      |
|    | Italia (bandiera) | C     | Luigi Giussani       |
|    | Italia (bandiera) | C     | Carlo Guazzetti      |

| N. |                   | Ruolo | Calciatore            |
| -- | ----------------- | ----- | --------------------- |
|    | Italia (bandiera) | C     | Giuseppe Losi         |
|    | Italia (bandiera) | C     | Edgardo Marelli       |
|    | Italia (bandiera) | C     | Angelo Meroni         |
|    | Italia (bandiera) | A     | Franco Nasoni         |
|    | Italia (bandiera) | D     | Carlo Rovagnati       |
|    | Italia (bandiera) | C     | Ugo Sallustio         |
|    | Italia (bandiera) | D     | Vittorio Storchi      |
|    | Italia (bandiera) | A     | Natale Surra          |
|    | Italia (bandiera) | D     | Eugenio Tagliabue     |
|    | Italia (bandiera) | C     | Giuliano Tagliasacchi |
|    | Italia (bandiera) | D     | Arturo Torri          |
|    | Italia (bandiera) | D     | Adriano Volontè       |
|    | Italia (bandiera) | C     | Cesare Zanaboni       |